# Toxey (Alabama)
Toxey es un pueblo ubicado en el condado de Choctaw en el estado estadounidense de Alabama. En el censo de 2000, su población era de 152.

## Demografía
En el 2000 la renta per cápita promedia del hogar era de $ 23.750$, y el ingreso promedio para una familia era de 27.143$. El ingreso per cápita para la localidad era de 16.244$. Los hombres tenían un ingreso per cápita de 36.250$ contra 17.188$ para las mujeres.

## Geografía
Toxey está situado en 31°54′49″N 88°18′30″O / 31.91361, -88.30833 (31.913644, -88.308468)
Según la Oficina del Censo de los EE. UU., la ciudad tiene un área total de 0.69 millas cuadradas (1.77 km²).